# Fraser River (Labrador)
Der Fraser River ist ein etwa 118 km langer Zufluss der Labradorsee im Nordosten der Labrador-Halbinsel in der kanadischen Provinz Neufundland und Labrador.

## Flusslauf
Der Fraser River entspringt auf einer Höhe von 580 m unweit der Provinzgrenze zu Québec. Er fließt anfangs 5 km nach Süden und wendet sich allmählich in Richtung Ostsüdost und schließlich nach Osten. Der Fraser River fließt nun beinahe schnurgerade durch ein tief eingeschnittenes Tal längs einer Verwerfung. Zwischen den Flusskilometern 16 und 55 befindet sich der knapp 39 km lange Tasisuak Lake, eine Flussverbreiterung, die im Mittel etwa 1400 m misst. Der Fraser River erreicht schließlich das Kopfende der Nain Bay, 35 km westlich von Nain. Der Fraser River entwässert ein Areal von 1606 km².

## Flussfauna
Im Fraser River kommen Wandersaibling, Bachsaibling, Amerikanischer Seesaibling, die Groppen-Art Cottus bairdii (mottled sculpin) sowie Dreistachliger und Neunstachliger Stichling vor.